# Орта-ди-Ателла
Орта-ди-Ателла (итал. Orta di Atella) — город в Италии, располагается в регионе Кампания, в провинции Казерта.
Население составляет 13 082 человека, плотность населения составляет 1308 чел./км². Занимает площадь 10 км². Почтовый индекс — 81030. Телефонный код — 081.
Покровителем коммуны почитается святой Максим, празднование 15 января.